# سرای هادس
خانه هادس (به انگلیسی: The House of Hades) جلد چهارم مجموعه قهرمانان المپ اثر ریک ریوردن است و در ۸ اکتبر ۲۰۱۳ توسط انتشارت دیزنی منتشر شده‌است. وبسایت طرفداران فانتزی ترجمه اینترنتی این کتاب را بر عهده دارد.
در این کتاب، دورگه‌های آرگو دو به خانهٔ هادس می‌روند تا درهای مرگ را ببندند. اما پرسی و آنابث در تارتاروس سقوط کرده و آنها هم راه سختی را در پیش می‌گیرند. در این میان، هازل باید یاد بگیرد تا قدرت‌های جادوگری اش را کنترل کند و رینا هم به دنبال آرگو دو می‌رود تا جنگ بین روم و یونان را به صلح تبدیل کند.